# Protomocoelus solomonis
Protomocoelus solomonis es una especie de coleóptero de la familia Passalidae.

## Distribución geográfica
Habita en las Islas Salomón.